# Amfitheater van Alba Fucens
Het Amfitheater van Alba Fucens is een Romeins amfitheater uit de 1e eeuw n.Chr. in de voormalige stad Alba Fucens bij Massa d'Albe in Italië.

## Geschiedenis
Het amfitheater werd gebouwd in opdracht van Quintus Naevius Sutorius Macro, die onder keizer Tiberius de belangrijke post van prefect van de pretoriaanse garde bekleedde. Hij had in zijn testament bepaald dat het amfitheater uit zijn erfenis diende te worden betaald. Een bewaard gebleven inscriptie boven de ingang van het amfitheater vermeldt dit feit nog.
Alba Fucens werd in de 6e eeuw v.Chr. tijdens de Gotische oorlogen verlaten. In de middeleeuwen werd de geruïneerde stad gebruikt als vindplaats voor bouwmaterialen voor mensen uit de omgeving. De restanten van de stad en het amfitheater verdwenen vervolgens onder een laag grond.

## Het gebouw
Het amfitheater werd gedeeltelijk gebouwd tegen de San Pietroheuvel, zodat men gebruik kon maken van de natuurlijke helling als fundering voor de tribunes in de zuidoostelijke hoek. Voor de overige tribunes werden betonnen funderingen gebouwd. De buitenring van het amfitheater meet 96 bij 76 meter. De tribunes werden opgebouwd met gestapelde grote blokken kalksteen (opus quadratum).
De zuidelijke decumanus van de stad liep door het amfitheater heen. Direct achter de zuidelijke toegang van het amfitheater stond de verdedigingsmuur met een stadspoort.
De arena kon worden betreden door twee grote gewelfde doorgangen op de korte zijden van het gebouw. De arena was rondom voorzien van hekken gemaakt van ijzeren staven en stenen platen, die het publiek moesten beschermen tegen de wilde dieren tijdens de venationes. Restanten van dit hekwerk zijn nog zichtbaar.
Onder de tribunes van het amfitheater ligt een personeelstunnel, met een ingang aan de heuvelzijde.

## Opgravingen
Het amfitheater werd vanaf 1950 blootgelegd door een Belgisch team van archeologen onder leiding van Jozef Mertens. Onder de tribunes werden restanten aangetroffen van enkele domus, die moesten wijken voor de bouw van het amfitheater.
In het amfitheater is tegenwoordig een tentoonstelling over gladiatoren.